# Pădurea Lapiș
Pădurea Lapiș este o arie protejată de interes național ce corespunde categoriei a IV-a IUCN (rezervație naturală de tip faunistic și forestier), situată în județul Sălaj, pe teritoriul administrativ al comunei Nușfalău.

## Geografie
Rezervația naturală este situată la limita vestică a județului Sălaj cu județul Bihor, în apropierea râului Barcău, pe teritoriul sud-vestic al satului Nușfalău, ocupând teritoriul dintre satele Drighiu și Cosniciu de Jos, lângă drumul național DN1H, la 12 km. distanță de orașul Șimleu Silvaniei și 41,2 km.  față de municipiul Zalău.

## Descriere
Pădurea Lapiș a fost declarată arie protejată prin Hotârârea de Guvern Nr.2151 din 30 noiembrie 2004 (privind instituirea regimului de arie naturală protejată pentru noi zone) și se întinde pe o suprafață de 430,40 hectare pe dealurile piemontane din lunca Barcăului, în ținutul istoric al Țării Silvaniei. Rezervația se află în administrarea Direcției Silvice Zalău, în subordinea Ocolului Silvic Șimleu Silvaniei.
Aria naturală reprezintă o zonă cu păduri, luminișuri, iazuri și pajiști, cu floră și faună specifică Dealurilor Silvaniei, cu scop de protecție și conservare a biodiversității vegetale și animale din acest areal.

## Biodiversitate
Pădurea Lapiș a fost înființată în scopul protejării biodiversității și menținerii într-o stare de conservare favorabilă a florei și faunei sălbatice din nord-vestul Transilvaniei.

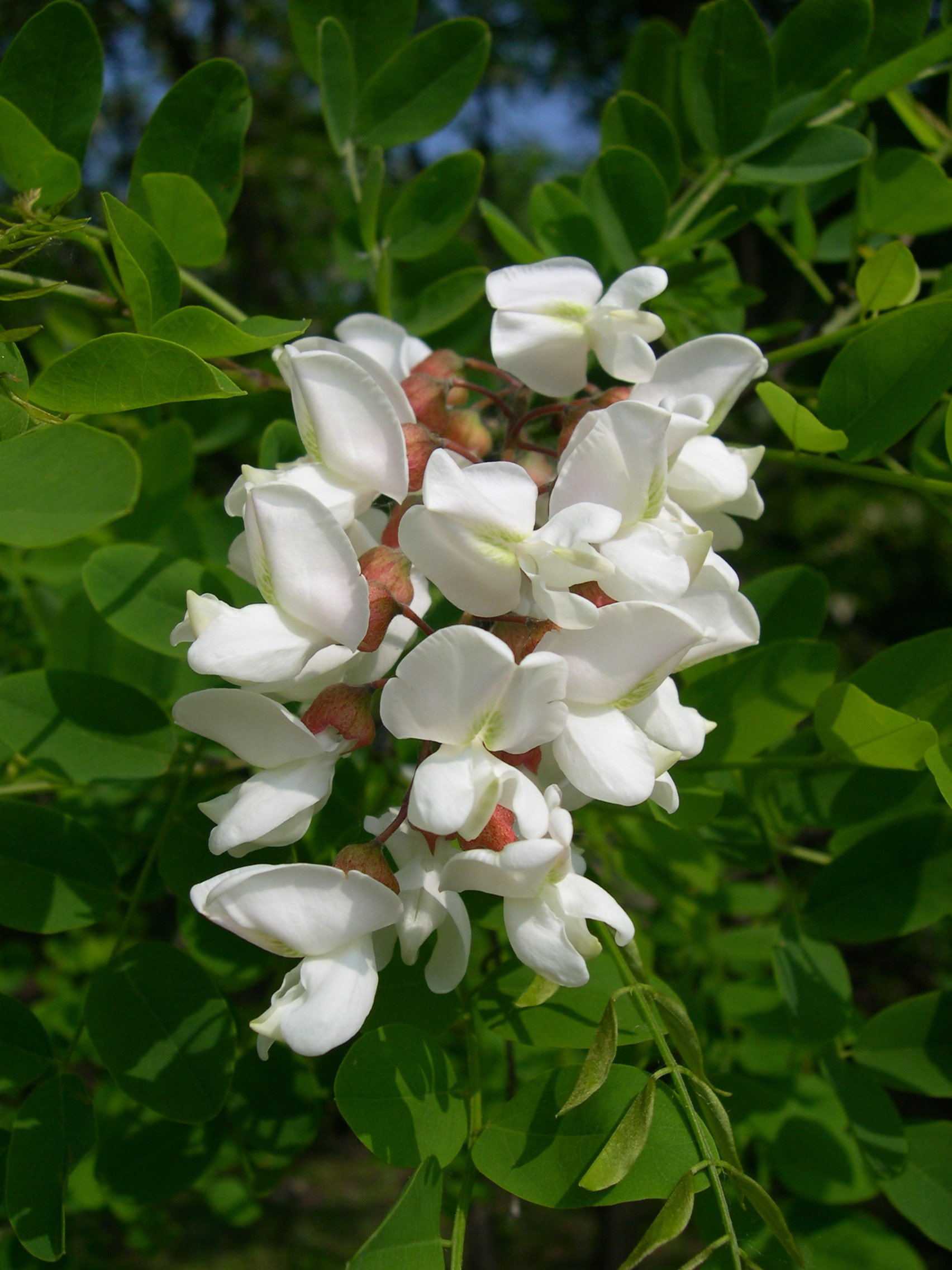
Salcâm alb (Robinia pseudoacacia)

Flora este constituită din specii arboricole de esență tare, printre care: stejar brumăriu (Quercus pedunculiflora), tei pucios (Tilia cordata), gorun (Quercus patrea), stejar (Quercus robur), frasin comun (Fraxinus excelsior), cer (Quercus cerris), gârniță (Quercus frainetto), cireș (Prunus avium), salcâm alb (Robinia pseudoacacia), pin negru (Pinus nigra) sau pin de pădure (Pinus sylvestris). 
La nivelul ierburilor sunt întâlnite mai multe specii floristice, dintre care: mierea ursului (Pulmonaria officinalis), rodul pământului (Arum maculatum), găinușe (Isopyrum thalictroides), brebenei (Corydalis solida), ciclamen (Cyclamen purpurascens), rostopască (Chelidonium majus), talpa gâștii (Leonurus cardiaca), tătăneasă (Symphytum officinale), traista-ciobanului (Capsella bursa-pastoris), mărgică (Melica uniflora), păiuș (Festuca gigantea), păiuș roșu (Festuca rubra) sau firuță (Poa pratensis). 
Rezervația naturală asigură condiții de viețuire mai multor mamifere și păsări, dintre care unele protejate la nivel european sau aflate pe lista roșie a IUCN.
Specii de mamifere semnalate în arealul rezervației: cerb (Cervus elaphus), cerb lopătar (Dama dama), căprioară (Capreolus capreolus), jder de copac (Martes martes), hârciog (Cricetus cricetus), vulpe (Vulpes vulpes crucigera), mistreț (Sus scrofa) sau pisică sălbatică (Felis silvestris silvestris).
Specii de păsări: ciocănitoare pestriță mică (Dendrocopos minor), ciocănitoare de stejar (Dendrocopos medius), florinte (Carduelis chloris), fâsă de pădure (Anthus trivalis), ciuș (Otus scopus), pițigoi albastru (Parus caeruleus), corb (Corvus corax), presură galbenă (Emberiza citrinella), sfrâncioc (Lanius collaris) sau șoimul rândunelelor (Falco subbuteo).

## Căi de acces
- Drumul național (DN1H) - Șimleu Silvaniei - Nușfalău - Drighiu (în apropierea satului Drighiu, pe partea dreaptă a drumului, se intră în rezervație).[15]

## Monumente și atracții turistice
În vecinătatea rezervației se află câteva obiective de interes istoric, cultural și turistic; astfel:

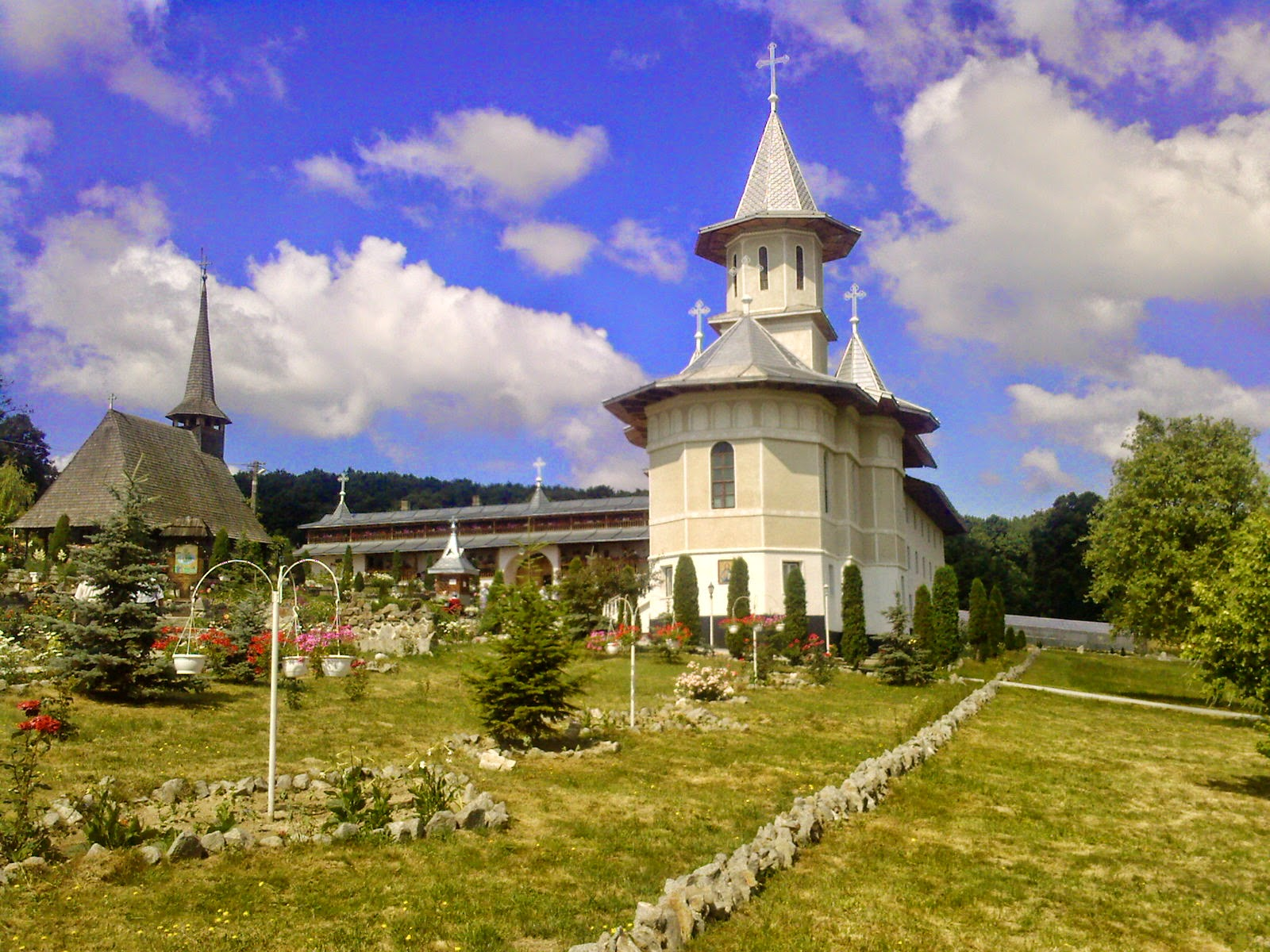
Complexul monahal al Mănăstirii Bic

- Biserica de lemn „Adormirea Maicii Domnului” din complexul monahal al Mănăstirii Bic, a fost construită în 1778 și apoi, în anul 1795, zugrăvită  de cunoscutul pictor de icoane și biserici, Ioan Pop din Românași. Biserica a fost mutată în anul 1997 din satul Stâna, în incinta Mănăstirii Bic, mănăstire înființată în anul 1994 la inițiativa stavroforei[16] Mariana Lupou. Complexul reprezintă cel mai mare așezământ monahal de călugărițe din Episcopia Sălajului.
- Biserica de lemn din Cehei construită în anul 1765, poartă hramul Sfinții Arhangheli Mihail și Gavriil și a fost pictată de zugrvul Nichita, un renumit pictor de biserici al sfârșitului de secol XVIII.
- Biserica reformată din satul Ip construită în secolul al XVI-lea, suferă modificări în anii 1622 (portic), 1793 și 1825 când se construiește turnul clopotniță
- Biserica reformată din Nușfalău (fostă catolică) ridicată în stil gotic în secolul al XV-lea de către localnici cu sprijinul familiei Bánffy. Biserica suferă mai multe transformări astfel, în anul 1770 se construiește intrarea sudică și porticul, în 1783 se înlocuiește turnul din lemn, iar în 1870 se adaugă amvonul[17] și se schimbă mobilierul.[18]
- Sinagoga din Șimleu Silvaniei construită în anul 1876, lăcaș de cult evreiesc, care din anul 2005, cu sprijinul Asociației Memoriale Hebraica din Nușfalău și Jewish Architectural Heritage Fundation din America, devine Muzeul Memorial al Holocaustului din Transilvania de Nord.[19]
- Castelul Bánffy din Nușfalău, clădire monument istoric ridicată în secolul al XVIII-lea de către Bánffy Albert, descendenul  familiei Bánffy, o familie nobiliară maghiară din Transilvania. Clădirea cu etaj a fost ridicată pe locul unui vechi conac distrus în anul 1514[20]. Suferind distrugeri în urma unui incendiu din 1859, aceasta se reconstruiește în anul 1925, adăugândui-se o intrare cu arcade.[21]

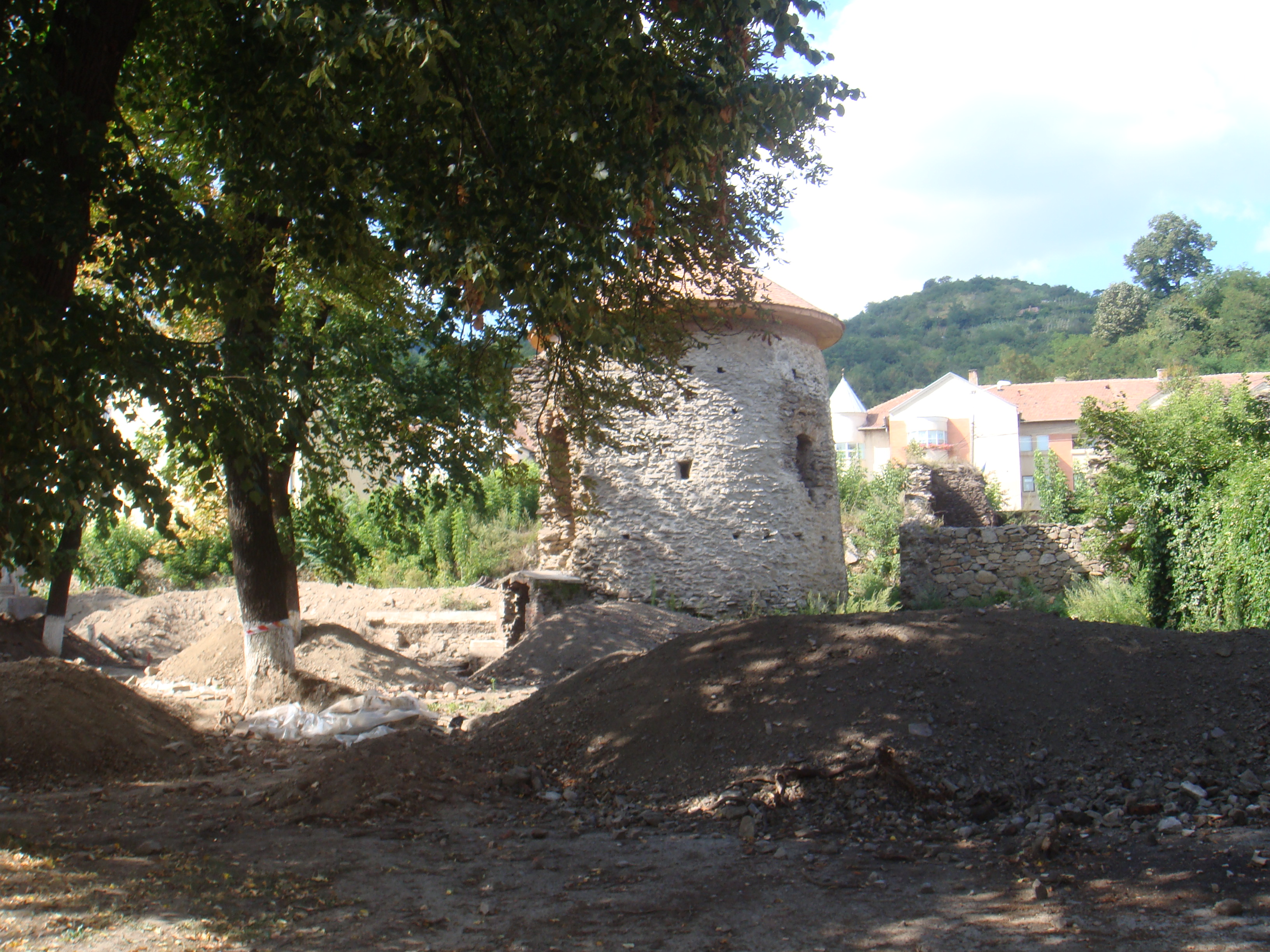
Cetatea Báthory din Șimleu Silvaniei

- Cetatea Báthory din Șimleu Silvaniei, constituie prezența arhitecturii renascentiste din Transilvania secolului al XVI-lea și reprezintă rămășițele unei cetăți medievale (castel), reședința familiei nobiliare Báthory și centrul administrativ al celor 50 de așezări (două târguri[22] și 48 de sate)[23] de pe domeniu feudal (întins în nord-vestul Transilvaniei) al acestei familii de nobili maghiari. În anul 1658 clădirea ajunge în proprietatea familiei Rékóczi. După numai doi ani, cetatea suferă distrugeri importante, datorate atacurilor armatelor turce și tătare.[24]
- Balta Cehei, rezervație naturală de tip faunistic, cu o suprafață de 18,20 hectare, situată pe teritoriul satului Cehei, în lunca râului Crasna.[25]

### Specii floristice

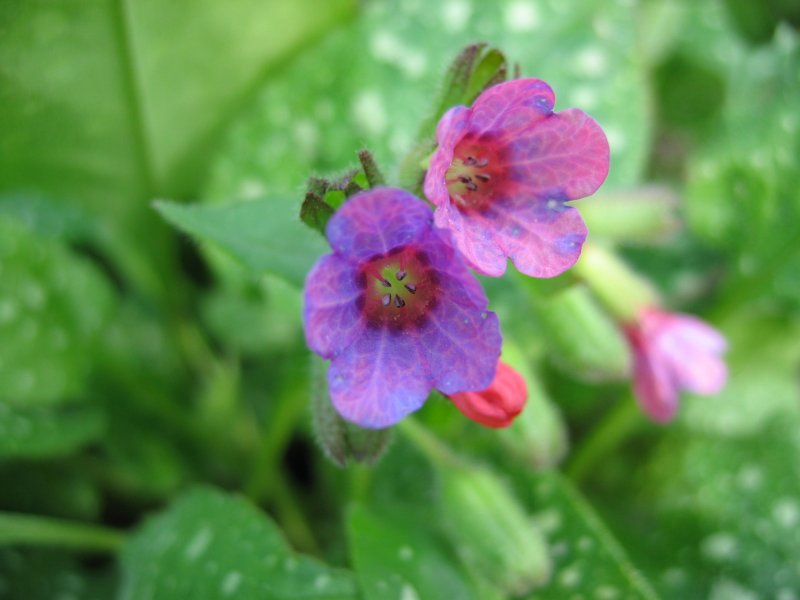
Ţâţa oii
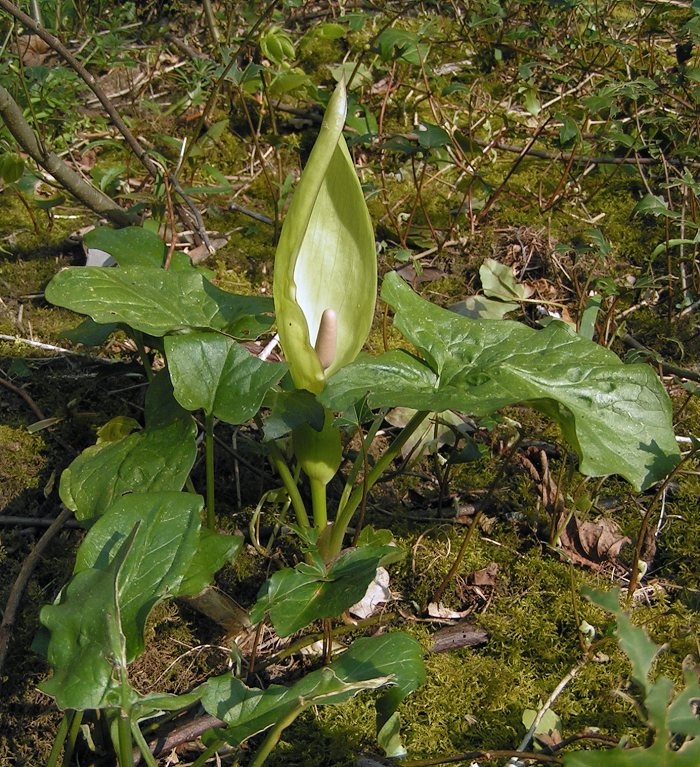
Rodul pământului
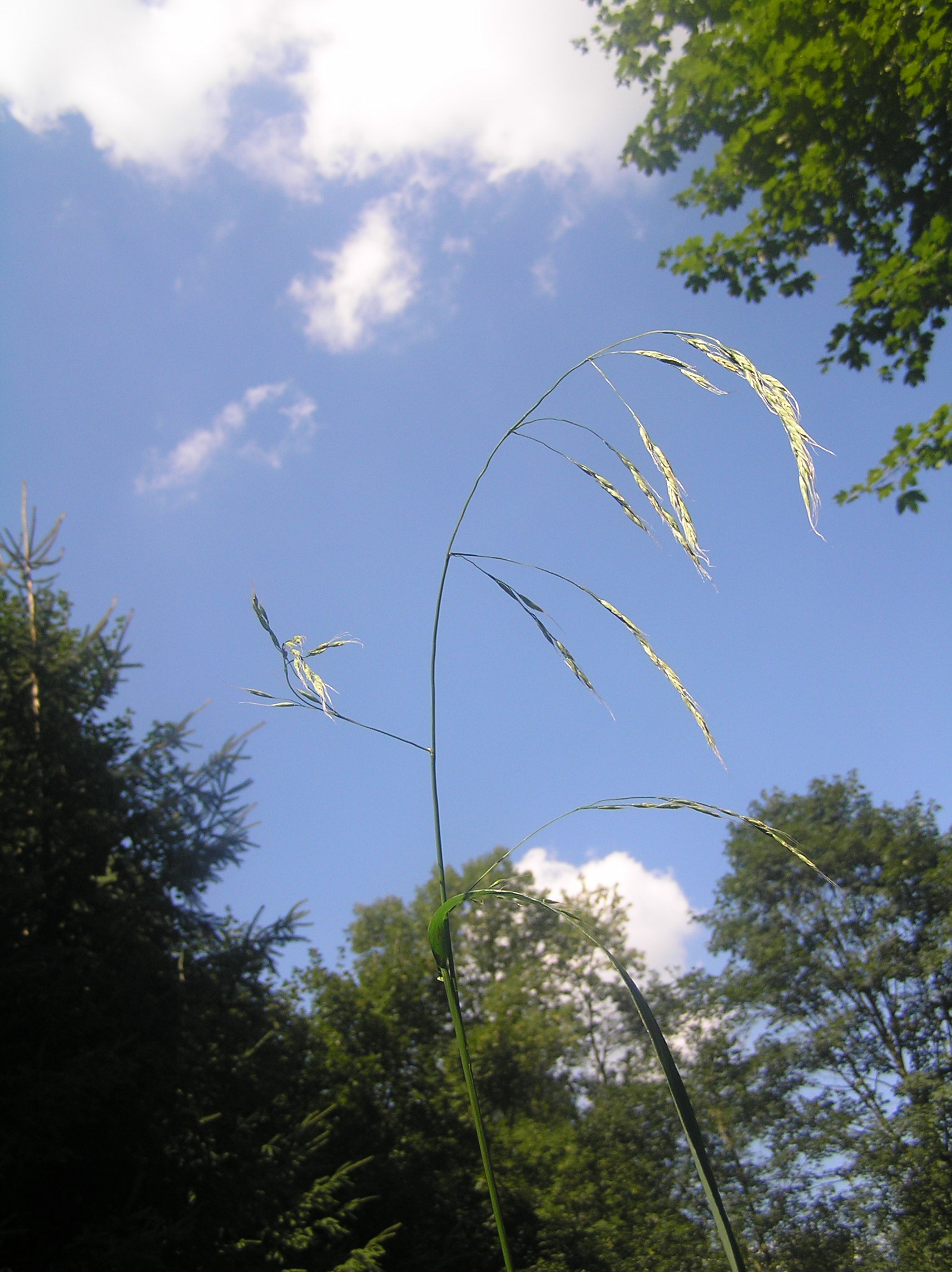
Păiuş

### Specii de păsări

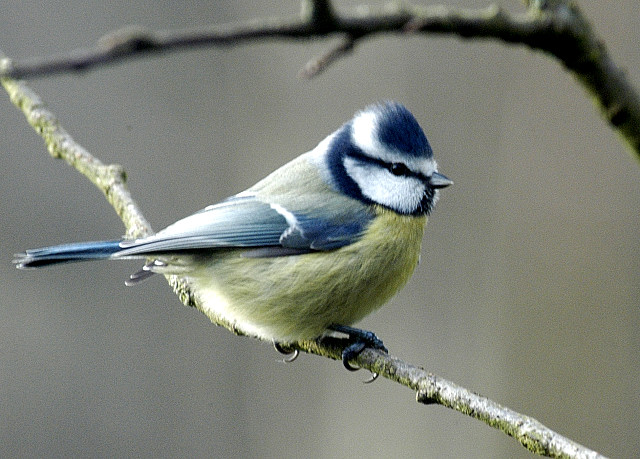
Piţigoi albastru
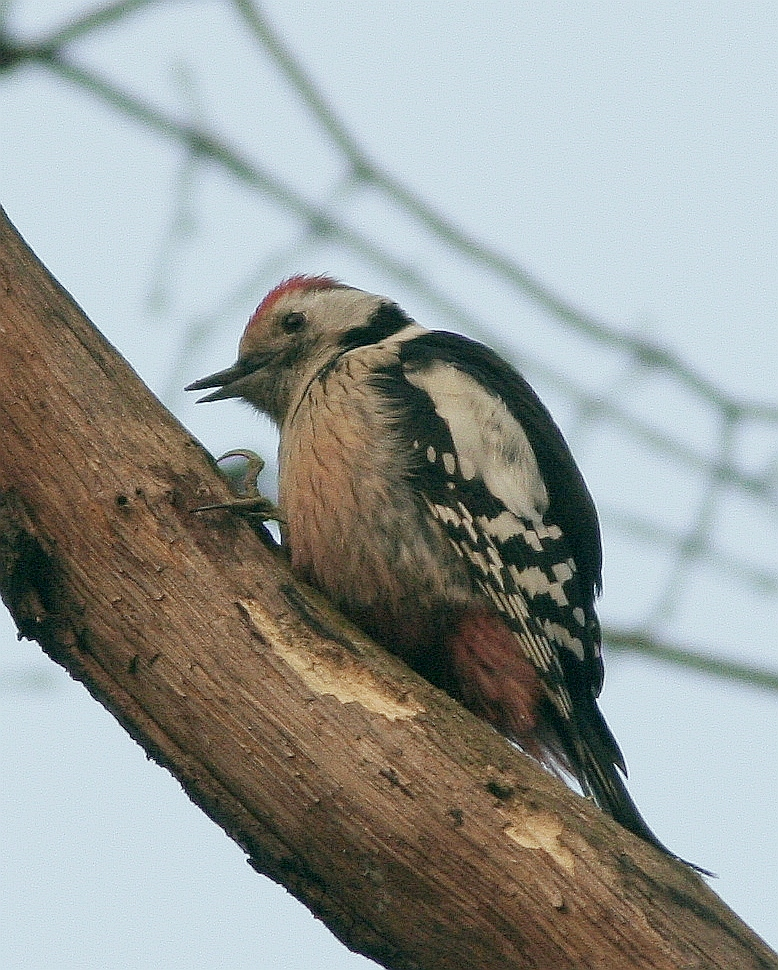
Ciocănitoare pestriţă mică
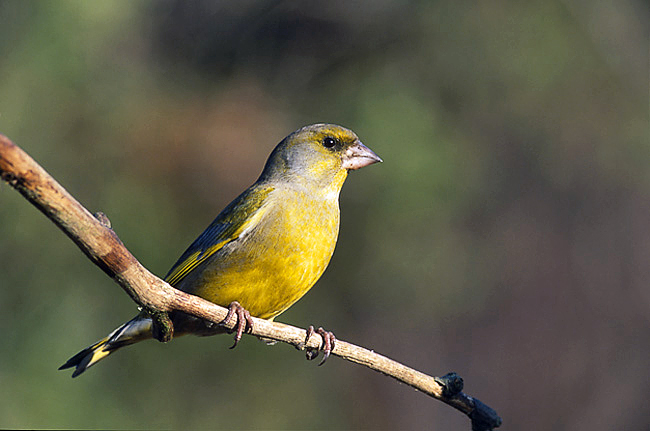
Florinete

### Specii de mamifere

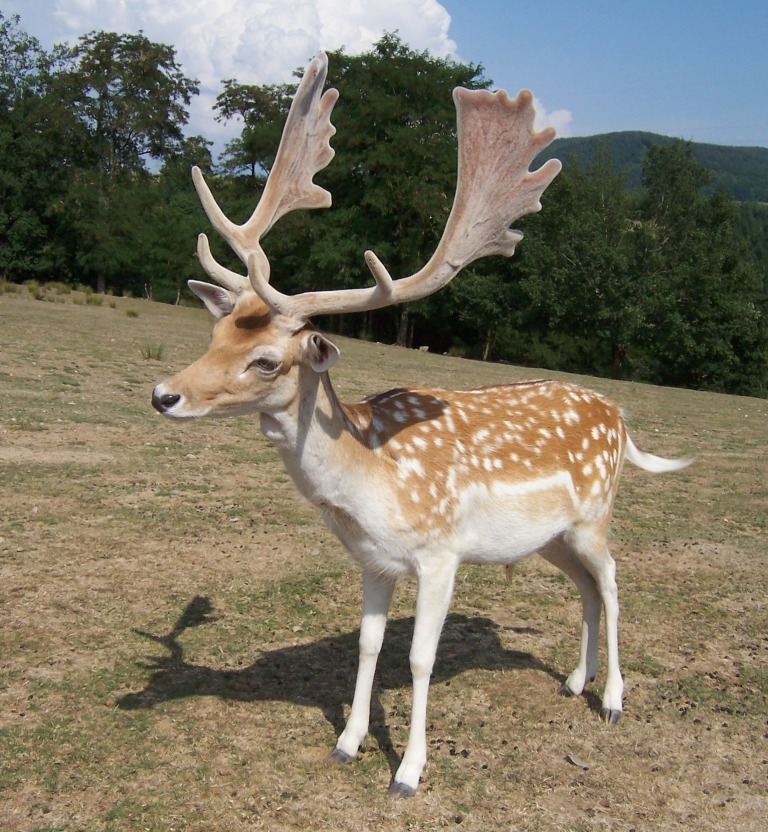
Cerb lopătar
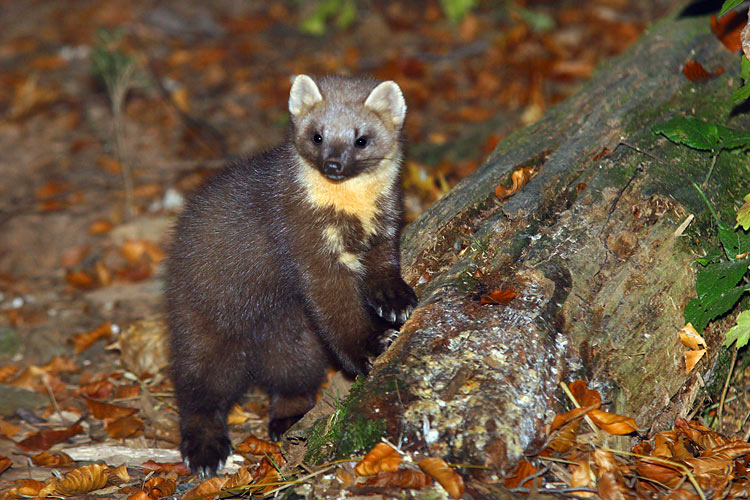
Jder de copac
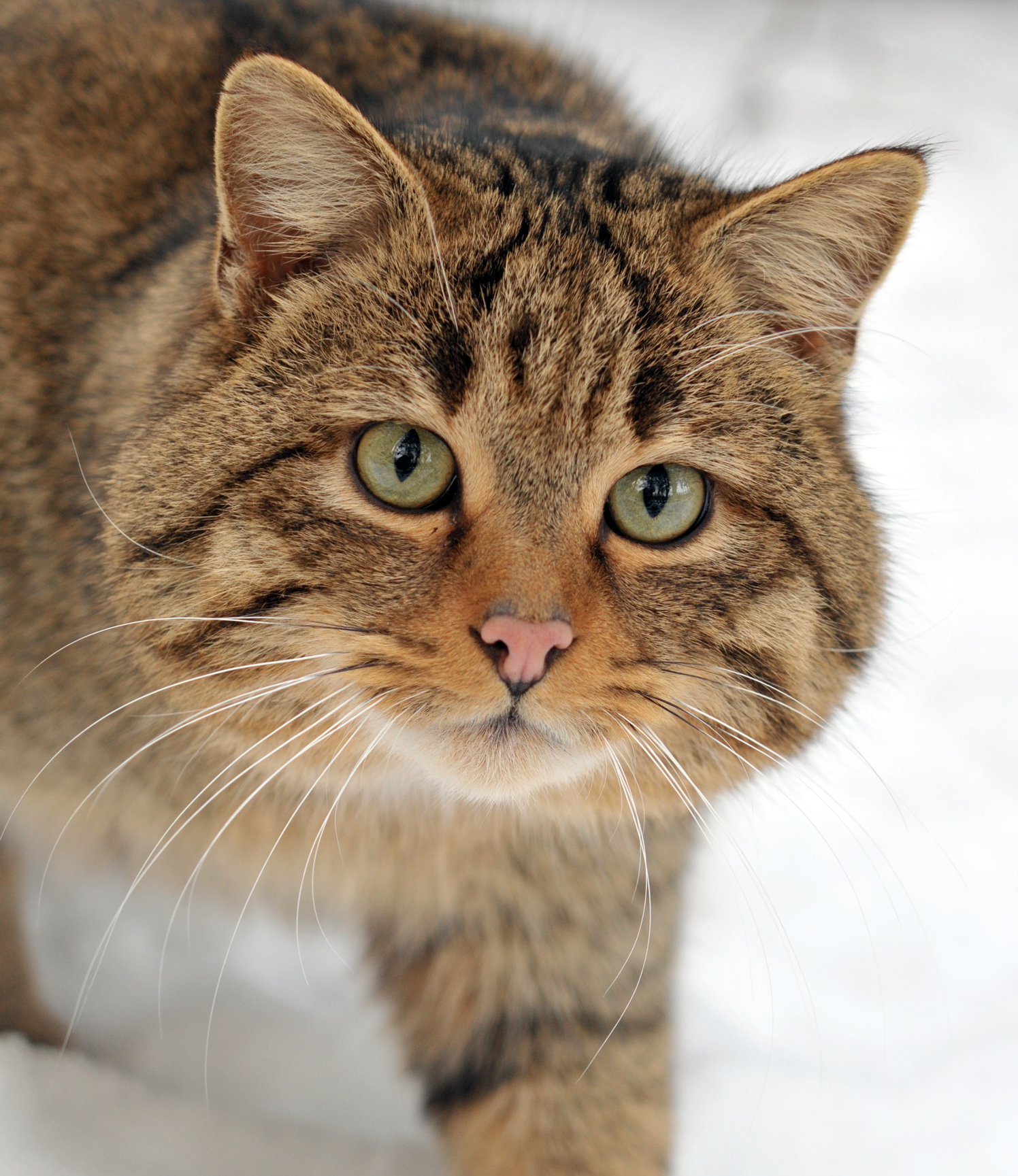
Pisică sălbatică